# Tomares
Tomares er en by og kommune i det sydlige Spanien i provinsen Sevilla. Den har et indbyggertal på 25.488 (2024) indbyggere.